# Солиман
 Тази статия е за града в Тунис.  За района вижте Солиман (район).  
Солиман (на арабски: سليمان) е град в североизточен Тунис, административен център на район Солиман във вилает Набил. Населението му е около 29 000 души (2004).
Разположен е на 26 метра надморска височина, на 4 километра южно от брега на Туниския залив и на 29 километра югоизточно от центъра на столицата Тунис. Селището се разраства през XVI век с установяването на османски гарнизон и през следващото столетие, когато там пристигат много прогонени от Испания мориски.